# Organische redoxreactie

De Birch-reductie is een voorbeeld van een organische redoxreactie.

Een organische redoxreactie is een redoxreactie die plaatsgrijpt middels organische verbindingen als oxidator of reductor. Redoxreacties in de organische chemie verschillen van de gangbare redoxreacties omdat er meestal niet echt een elektronenuitwisseling plaatsgrijpt, die essentieel is om over een redoxreactie te kunnen spreken. Verder ondergaat slechts één of een aantal atomen in een organische verbinding de effectieve verandering van oxidatietoestand - dit in tegenstelling tot redoxreacties met anorganische stoffen.
In de klassieke organische synthese gaat de interesse meestal uit naar de transformatie van het organisch substraat en wordt die van het oxiderend of reducerend reagens niet in acht genomen.

## Oxidatietoestanden van koolstof
De verschillende oxidatietoestanden van koolstof spelen een centrale rol in organische redoxreacties:
| Oxidatietoestand | Voorbeeldverbindingen                        |
| ---------------- | -------------------------------------------- |
| -IV              | alkanen                                      |
| -II              | alkenen, alcoholen, alkylhaliden, amines     |
| 0                | alkynen, ketonen, aldehyden, geminale diolen |
| +II              | carbonzuren, amiden, chloroform              |
| +IV              | koolstofdioxide, tetrachloormethaan          |

Methaan wordt bijvoorbeeld geoxideerd door zuurstofgas tot koolstofdioxide, omdat het oxidatiegetal stijgt van -IV tot +IV.

## Organische reducties
Er bestaan verschillende organische reductiemechanismen:
- Directe elektronentransfer, zoals de Birch-reductie
- Hydride-transfer met behulp van lithiumaluminiumhydride
- Waterstof-reducties met behulp van katalysatoren (Lindlar-katalysator of koperchromiet)
- Disproportioneringsreactie, zoals de Cannizzaro-reactie
- Wolff-Kishner-reductie en Clemmensen-reductie van ketonen of aldehyden.

## Organische oxidaties
Er bestaan verschillen organische oxidatiemechanismen:
- Elektronentransfer
- Oxidatie via katalyse met chroomzuur, aluminiumtrichloride of mangaandioxide (bijvoorbeeld de oxidatie van alcoholen tot aldehyden)
- Reactie met dizuurstof (verbranding)
- Transfer van een waterstofmolecule, zoals in een radicalaire halogenering
- Oxidatie met ozon en peroxiden
- Oxidaties, gekoppeld aan een eliminatiereactie, zoals de Swern-oxidatie en Kornblum-oxidatie